# ثنائي أكسيد التيتانيوم
ثنائي أكسيد التيتانيوم (أو أكسيد التيتانيوم الرباعي) أو تيتانيا هو أكسيد يتكون طبيعياً للتيتانيوم، وله الصيغة الكيميائية TiO2. عندما يستخدم كخضاب، فإنه يسمى التيتانيوم الأبيض. وهو مركب غير نشط لا يتأثر بالمذيبات ولا بالأحماض ولا القلويات ولا يؤثر على وسط الدهان أثناء التخزين  ويوجد في صورتين بللوريتين هما    (الروتيل) و(الأناتاز) ويعد الروتيل الأكثر استخداماً والأكثر جودة وذلك لقوة تغطيته وقوة تخضيبه للوسط وكونه لا يتجير (لا يكون الجير)، وثاني أكسيد التيتانيوم مشهور بسبب استخداماته الكثيرة بدءاً من الدهان وكريمات الوقاية من الشمس إلى استخدامه في تلوين الطعام. وعند استخدامه كملون في الطعام يكون له رقم(E171).

## تأثيره على الصحة
توصلت دراسات إلى أن الصبغة الحافظة «إي 171» (E171) الموجودة في الكثير من الأطعمة المصنعة تدمر النبيت الجرثومي المعوي (الفلورا) المعوية، مما يؤدي إلى التهابات مزمنة في الأمعاء قد تنتهي بسرطان القولون أو المستقيم. كما أنها ترتبط بالإصابة بأمراض أخرى. ويندر أن تخلو مادة غذائية مصنعة من الصبغة الغذائية «إي 171»، إذ يمكن العثور عليها في العديد من الأطعمة مثل الجبن أو الحلويات، بل يمتد استخدامها إلى مواد التجميل وبعض الأدوية. وتوفر هذه المادة المضافة لونا أبيض ناصعا يطغى على كل الألوان الأخرى غير المرغوب في أن يراها المستهلك. كما تضمن «إي 171» مدة صلاحية أطول. هذه المادة (E171) تزيد من احتمالات الإصابة بالتهاب الأمعاء وسرطان القولون والمستقيم.